# Исламские налоги
Исла́мские нало́ги — различные формы платежей или иных податей, взимаемые с населения исламских стран.
«Система исламского налогообложения сложилась в процессе арабских завоеваний в VII—VII веках и формирования финансовой структуры Арабского халифата».
«Первоначально одни налоги взимались только с мусульман (закят, ушр), другие (джизья, харадж) — с иноверцев. В современных концепциях исламской экономики налоги играют роль средств обеспечения социальной справедливости путём перераспределения доходов в обществе. […] В некоторых мусульманских странах закят и ушр имеют статус государственных налогов».

## Налоги с мусульман

### Закят
Закя́т (араб. زكاة‎) — обязательный годовой налог в пользу бедных, нуждающихся, а также на развитие проектов, способствующих распространению ислама и истинных знаний о нём и так далее. Закят является важным социально-экономическим институтом, призванным утвердить в обществе принципы справедливости, и затрагивающий многие аспекты жизнедеятельности общества. Сегодня к услугам мусульман открыты благотворительные организации по сбору и распространению закята.
Закят выплачивается со следующих категорий имущества:
1. Ценности: золото, серебро, денежные единицы (в том числе наличные деньги, арендная плата, вклады в банках), акции:
2. Скот: только с молочного, племенного и пастбищного, а его численность должна достигать облагаемого минимума. Например, со стада 5-9 голов верблюдов взимается одна овца; а облагаемый минимум овец — 40 голов, с которых также взимается одна овца;
3. Урожай: зерно и плоды.
4. Товары (имущество, предназначенное для продажи): закят в размере 2,5 % выплачивается с товаров, если цена их достигает размера, установленного для золота (84,8 г) и со времени последней выплаты закята с такого имущества прошёл уже полный лунный год;
5. Имущество, добытое из земли, недр, морей и морского шельфа: так с золота и серебра, извлекаемых из рудников уплачивают 1/40, а с найденного клада — 1/5 часть.

Категорий получателей закята:
1. Бедняки — это нуждающиеся люди, которые ничего не имеют.
2. Неимущие — это также нуждающиеся люди, однако их положение лучше, чем положение первых, то есть они не имеют достаточно (категория людей, не обладающих необходимым минимумом, с которого выплачивается закят).
3. Тем, кто занимается сбором закята, назначенные имамом или его заместителями для сбора, хранения, учёта или распределения закята.
4. Тем, чьи сердца хотят завоевать, — это люди, веру которых хотят укрепить.
5. На выкуп рабов и пленников-мусульман для дарования им свободы.
6. Должники а) которые взяли в долг для достижения целей, разрешенных шариатом, в том числе на личные расходы (одежда, лечение, строительство жилища и др.) б) которые взяли в долг в интересах другого человека.
7. На дела во имя Аллаха — эти средства раздаются воинам, ведущим джихад, то есть идущим по пути Аллаха. В том числе людям, способствующим распространению ислама и истинных знаний о нём (фи сабилил-лях) и т. д.
8. Путники — «дети дорог» — люди, оставшиеся в чужой стране без средств к существованию.

### Ушр
Ушр (мн. ч. ушур; «десятая часть») — налог или сбор в размере 1/10, десятина. Налог с продуктов земледелия, выплачиваемый мусульманами с земель, которые не подлежат обложению хараджем; торговая пошлина с ахль аль-харб в размере 1/10 цены товара; всякие торговые сборы с мусульман сверх законного закята. Необходимость выплаты ушра закреплена Кораном, Сунной и единогласным решением исламских богословов (иджмой).
Налог с продуктов земледелия выплачивался мусульманами с тех земель, которые по праву завоевания, окультуривания или дарения правителем не подлежат обложению хараджем. Обычно ушр дается с урожая зерновых и фруктов, а огородные культуры обычно не облагаются ушром. Это общее положение лишь приблизительно отражает существовавшую в Арабском халифате практику: так, с одной стороны, с ушровых земель, орошаемых с помощью технических приспособлений, бралась 1/20 урожая, а с другой — харадж с малодоходных богарных земель составлял 1/10 урожая. Право выплаты ушра вместо хараджа со временем превратилось в персональную привилегию. Теоретически ушр представляет собой обязательную милостыню (закят) с продуктов земледелия, и поэтому, некоторые факихи считали, что мусульманин — владелец хараджной земли должен платить ушр сверх хараджа, то есть ушр равен закат. В действительности крупные землевладельцы, платившие ушр, получали с арендаторов харадж и платили из него ушр, оставляя себе разницу.

### Хумс
Хумс (или хумус, мн. ч. ахмас; «пятая часть») — отчисление с различных видов добычи в размере 1/5 части. Введен пророком Мухаммадом как выделявшаяся ему доля военной добычи; заменил традиционную четверть, которая отчислялась вождю.
В последующее время хумсом называлось:
1. доля добычи (ганима), которая отчислялась в распоряжение главы государства (халифа);
2. пошлина государству при продаже мусульманином земли иноверцу;
3. налог с добытых продуктов моря (амбра, драгоценные камни, жемчуг);
4. отчисление доли найденного клада(кафиру)[4].

Не всякий налог в размере 1/5 считался хумсом. Так, христиане-таглибиты платили не джизию, а ушр, но в двойном размере. Данный налог назывался двойной десятиной.

## Налоги с иноверцев

### Джизья
Джи́зья (араб. جزْية‎) — подушная подать с иноверцев (зимми) в мусульманских государствах. Исламские правоведы рассматривают джизью как выкуп за сохранение жизни при завоевании. От выплаты подати освобождались женщины, старики, инвалиды, нищие, рабы, монахи (до начала VIII века) и христиане, воевавшие в мусульманской армии.
Термин джизья встречается в 29 аяте суры Ат-Тауба. Средневековые правоведы сомневались в том, что в этом аяте под ним разумеется определённый налог, а не просто «воздаяние». В VII веке джизья смешивалась с хараджем, так как весь налог с завоеванной области рассматривался как выкуп иноверцев. В первой четверти VIII века джизья выделилась в особый налог с индивидуальной ответственностью. Из-за увеличения общей суммы налогов по податным округам и исчезновения помощи круговой поруки произошло ухудшение положения податного населения.
Джизьей облагались мужчины, достигшие зрелости. В зависимости от имущественного положения налогоплательщика, джизья равнялась 12, 24 или 48 дирхамам, а в странах с золотым обращением — 1,2,4 динара. Эти ставки сохранялись до XV века, однако из-за постоянного падения достоинства монеты в Османской империи время от времени размер джизьи изменялся. Теоретически джизья должна была выплачиваться единовременно по истечении налогового года, однако на практике она взималась частями. В XI—XIII веках в большинство исламских стран перешло к системе коллективной ответственности. В зависимости от численности иноверцев каждой общине устанавливалась общая сумма джизьи. За её сбор и своевременную сдачу государству отвечал глава общины. В Османской империи в разное время применялись обе формы выплаты джизьи. Иногда джизью выплачивали женщины, получившие в наследство землю. От джизьи освобождались христиане, воевавшие в мусульманской армии. В норманнской Сицилии джизьей называлась также подушная подать с мусульман.

### Харадж
Хара́дж (араб. خراج‎) — в исламе — государственный налог, который взимается за пользование землей. Харадж брался с иноверцев (кафиров) с земель, которые были завоеваны мусульманами. Принявшие ислам иноверцы освобождались от выплаты джизьи, но продолжали платить харадж. Система обложения хараджем в большинстве областей Халифата восходит к византийским нормам.
Увеличение числа новообращенных мусульман грозило серьёзным сокращением поступлений в бюджет государства, поэтому утвердилось представление о том, что статус хараджных земель неизменен и не зависит от религии землевладельца или арендатора. В конце VIII—IX веке факихи толковали харадж как плату (фай), взимаемую с жителей завоеванных областей за пользование его землями.
Первый земельный кадастр в Сирии и Ираке был проведён при омейядском халифе Муавии, в Египте — в 724-25 годах. В Ираке и многих других областях Ирана харадж был коллективным налогом, лежавшим на земледельцах каждого населённого пункта, связанных круговой порукой. С IX века харадж был индивидуальным налогом в Египте. Харадж взимался как деньгам (Египет), так и натурой (либо в смешанной форме). Ханафитский правовед Абу Юусуф считал наиболее справедливой смешанную форму. Денежный налог собирался в течение всего года, иногда даже месячными долями.
По ханафитскому мазхабу, мусульманин, купивший земли немусульман, должен продолжать платить с этих земель не ушр, а харадж, то есть один вид налога. В трёх других суннитских правовых школах харадж и ушр может выплачиваться с одной и той же земли. Хараджные земли могут быть переданы в аренду.
Харадж бывает трёх видов:
1. аль-Мисаха (муфадана), взимавшийся в твердых ставках с единицы обработанной площади.
2. аль-Муваззафа (мукатаа, мунаджиза), предусмотренный для пригодных для земледелия территорий. В период правления халифа Умара ибн аль-Хаттаба, муваззафа была в размере 18 кг и 1 дирхема с территории 1600 квадратных метров. В зависимости от объективных условий эта цифра могла меняться.
3. аль-Мукасама, выплачиваемый с урожая земель, с которых брали харадж. Размер мукасамы зависел от количества собранного урожая и колебался в размере от четверти до половины урожая. Харадж был установлен пророком Мухаммадом, который после завоевания мусульманами оазисов Хайбар и Фадак, обязал иудеев выплачивать половину собранного ими урожая[6].